# 17e étape du Tour de France 1997
Pour un article plus général, voir Tour de France 1997.
La dix-septième étape du Tour de France 1997 s'est déroulée le 23 juillet 1997 entre Fribourg et Colmar sur un parcours de 218,5 km. Cette étape est remportée par l'Australien Neil Stephens.

## Classement de l'étape
| \| Classement de l'étape \| Classement de l'étape \| Classement de l'étape \| Classement de l'étape \| Classement de l'étape \| \| Coureur \| Coureur \| Pays \| Équipe \| Temps \| \| --------------------- \| ------------------------ \| --------------------- \| ------------------------------- \| --------------------- \| \| 1er \| Neil Stephens \| Australie \| Festina-Lotus \| 4 h 54 min 38 s \| \| 2e \| Oscar Camenzind \| Suisse \| Mapei-GB \| + 3 s \| \| 3e \| Viatcheslav Ekimov \| Russie \| US Postal Service \| + 3 s \| \| 4e \| Laurent Roux \| France \| TVM-Farm Frites \| + 3 s \| \| 5e \| Erik Dekker \| Pays-Bas \| Rabobank \| + 3 s \| \| 6e \| Javier Pascual Rodríguez \| Espagne \| Kelme-Costa Blanca-Eurosport \| + 3 s \| \| 7e \| Bobby Julich \| États-Unis \| Cofidis-Le Crédit par Téléphone \| + 3 s \| \| 8e \| Sergueï Outschakov \| Ukraine \| Polti \| + 3 s \| \| 9e \| Peter Farazijn \| Belgique \| Lotto-Isoglass \| + 3 s \| \| 10e \| Christophe Mengin \| France \| La Française des jeux \| + 3 s \| |                          |            |                                 |                 |
| |                          |            |                                 |                 |
| |                          |            |                                 |                 |
| Classement de l'étape |                          |            |                                 |                 |
| Coureur | Coureur                  | Pays       | Équipe                          | Temps           |
| 1er | Neil Stephens            | Australie  | Festina-Lotus                   | 4 h 54 min 38 s |
| 2e | Oscar Camenzind          | Suisse     | Mapei-GB                        | + 3 s           |
| 3e | Viatcheslav Ekimov       | Russie     | US Postal Service               | + 3 s           |
| 4e | Laurent Roux             | France     | TVM-Farm Frites                 | + 3 s           |
| 5e | Erik Dekker              | Pays-Bas   | Rabobank                        | + 3 s           |
| 6e | Javier Pascual Rodríguez | Espagne    | Kelme-Costa Blanca-Eurosport    | + 3 s           |
| 7e | Bobby Julich             | États-Unis | Cofidis-Le Crédit par Téléphone | + 3 s           |
| 8e | Sergueï Outschakov       | Ukraine    | Polti                           | + 3 s           |
| 9e | Peter Farazijn           | Belgique   | Lotto-Isoglass                  | + 3 s           |
| 10e | Christophe Mengin        | France     | La Française des jeux           | + 3 s           |

## Classement général
À la suite de cette étape de transition, pas de changement au classement général. Arrivé au sein du peloton, l'Allemand Jan Ullrich (Deutsche Telekom) conserve son maillot jaune de leader devant le Français Richard Virenque (Festina-Lotus) avec toujours un peu plus de six minutes d'avance et un peu plus de dix minutes sur Marco Pantani (Mercatone Uno) troisième.
| \| Classement général \| Classement général \| Classement général \| Classement général \| Classement général \| \| Coureur \| Coureur \| Pays \| Équipe \| Temps \| \| ------------------ \| -------------------- \| ------------------ \| ---------------------------- \| ------------------ \| \| 1er \| Jan Ullrich \| Allemagne \| Deutsche Telekom \| 86 h 27 min 46 s \| \| 2e \| Richard Virenque \| France \| Festina-Lotus \| + 6 min 22 s \| \| 3e \| Marco Pantani \| Italie \| Mercatone Uno \| + 10 min 13 s \| \| 4e \| Fernando Escartín \| Espagne \| Kelme-Costa Blanca-Eurosport \| + 16 min 05 s \| \| 5e \| Abraham Olano \| Espagne \| Banesto \| + 16 min 40 s \| \| 6e \| Francesco Casagrande \| Italie \| Saeco-Estro \| + 17 min 14 s \| \| 7e \| Bjarne Riis \| Danemark \| Deutsche Telekom \| + 17 min 47 s \| \| 8e \| José María Jiménez \| Espagne \| Banesto \| + 23 min 42 s \| \| 9e \| Roberto Conti \| Italie \| Mercatone Uno \| + 28 min 20 s \| \| 10e \| Laurent Dufaux \| Suisse \| Festina-Lotus \| + 29 min 46 s \| |                      |           |                              |                  |
| |                      |           |                              |                  |
| |                      |           |                              |                  |
| Classement général |                      |           |                              |                  |
| Coureur | Coureur              | Pays      | Équipe                       | Temps            |
| 1er | Jan Ullrich          | Allemagne | Deutsche Telekom             | 86 h 27 min 46 s |
| 2e | Richard Virenque     | France    | Festina-Lotus                | + 6 min 22 s     |
| 3e | Marco Pantani        | Italie    | Mercatone Uno                | + 10 min 13 s    |
| 4e | Fernando Escartín    | Espagne   | Kelme-Costa Blanca-Eurosport | + 16 min 05 s    |
| 5e | Abraham Olano        | Espagne   | Banesto                      | + 16 min 40 s    |
| 6e | Francesco Casagrande | Italie    | Saeco-Estro                  | + 17 min 14 s    |
| 7e | Bjarne Riis          | Danemark  | Deutsche Telekom             | + 17 min 47 s    |
| 8e | José María Jiménez   | Espagne   | Banesto                      | + 23 min 42 s    |
| 9e | Roberto Conti        | Italie    | Mercatone Uno                | + 28 min 20 s    |
| 10e | Laurent Dufaux       | Suisse    | Festina-Lotus                | + 29 min 46 s    |

## Classements annexes
| Classement par points | Classement par points | Classement par points | Classement par points | Classement par points |
| Coureur               | Coureur               | Pays                  | Équipe                | Points                |
| --------------------- | --------------------- | --------------------- | --------------------- | --------------------- |
| 1er                   | Erik Zabel            | Allemagne             | Deutsche Telekom      | 304 pts               |
| 2e                    | Frédéric Moncassin    | France                | Gan                   | 208 pts               |
| 3e                    | Jeroen Blijlevens     | Pays-Bas              | TVM-Farm Frites       | 168 pts               |
| 4e                    | Richard Virenque      | France                | Festina-Lotus         | 149 pts               |
| 5e                    | Mario Traversoni      | Italie                | Mercatone Uno         | 142 pts               |

| Classement par points | Classement par points | Classement par points | Classement par points | Classement par points |
| Coureur               | Coureur               | Pays                  | Équipe                | Points                |
| --------------------- | --------------------- | --------------------- | --------------------- | --------------------- |
| 1er                   | Erik Zabel            | Allemagne             | Deutsche Telekom      | 304 pts               |
| 2e                    | Frédéric Moncassin    | France                | Gan                   | 208 pts               |
| 3e                    | Jeroen Blijlevens     | Pays-Bas              | TVM-Farm Frites       | 168 pts               |
| 4e                    | Richard Virenque      | France                | Festina-Lotus         | 149 pts               |
| 5e                    | Mario Traversoni      | Italie                | Mercatone Uno         | 142 pts               |

| Classement de la montagne | Classement de la montagne | Classement de la montagne | Classement de la montagne | Classement de la montagne |
| Coureur                   | Coureur                   | Pays                      | Équipe                    | Points                    |
| ------------------------- | ------------------------- | ------------------------- | ------------------------- | ------------------------- |
| 1er                       | Richard Virenque          | France                    | Festina-Lotus             | 527 pts                   |
| 2e                        | Jan Ullrich               | Allemagne                 | Deutsche Telekom          | 324 pts                   |
| 3e                        | Francesco Casagrande      | Italie                    | Saeco-Estro               | 262 pts                   |
| 4e                        | Marco Pantani             | Italie                    | Mercatone Uno             | 250 pts                   |
| 5e                        | Laurent Brochard          | France                    | Festina-Lotus             | 238 pts                   |

| Classement de la montagne | Classement de la montagne | Classement de la montagne | Classement de la montagne | Classement de la montagne |
| Coureur                   | Coureur                   | Pays                      | Équipe                    | Points                    |
| ------------------------- | ------------------------- | ------------------------- | ------------------------- | ------------------------- |
| 1er                       | Richard Virenque          | France                    | Festina-Lotus             | 527 pts                   |
| 2e                        | Jan Ullrich               | Allemagne                 | Deutsche Telekom          | 324 pts                   |
| 3e                        | Francesco Casagrande      | Italie                    | Saeco-Estro               | 262 pts                   |
| 4e                        | Marco Pantani             | Italie                    | Mercatone Uno             | 250 pts                   |
| 5e                        | Laurent Brochard          | France                    | Festina-Lotus             | 238 pts                   |

| Classement du meilleur jeune | Classement du meilleur jeune | Classement du meilleur jeune | Classement du meilleur jeune | Classement du meilleur jeune |
| Coureur                      | Coureur                      | Pays                         | Équipe                       | Temps                        |
| ---------------------------- | ---------------------------- | ---------------------------- | ---------------------------- | ---------------------------- |
| 1er                          | Jan Ullrich                  | Allemagne                    | Deutsche Telekom             | 86 h 27 min 46 s             |
| 2e                           | Peter Luttenberger           | Autriche                     | Rabobank                     | + 38 min 16 s                |
| 3e                           | Michael Boogerd              | Pays-Bas                     | Rabobank                     | + 55 min 11 s                |
| 4e                           | Daniele Nardello             | Italie                       | Mapei-GB                     | + 56 min 39 s                |
| 5e                           | Laurent Roux                 | France                       | TVM-Farm Frites              | + 1 h 10 min 07 s            |

| Classement du meilleur jeune | Classement du meilleur jeune | Classement du meilleur jeune | Classement du meilleur jeune | Classement du meilleur jeune |
| Coureur                      | Coureur                      | Pays                         | Équipe                       | Temps                        |
| ---------------------------- | ---------------------------- | ---------------------------- | ---------------------------- | ---------------------------- |
| 1er                          | Jan Ullrich                  | Allemagne                    | Deutsche Telekom             | 86 h 27 min 46 s             |
| 2e                           | Peter Luttenberger           | Autriche                     | Rabobank                     | + 38 min 16 s                |
| 3e                           | Michael Boogerd              | Pays-Bas                     | Rabobank                     | + 55 min 11 s                |
| 4e                           | Daniele Nardello             | Italie                       | Mapei-GB                     | + 56 min 39 s                |
| 5e                           | Laurent Roux                 | France                       | TVM-Farm Frites              | + 1 h 10 min 07 s            |

| Classement par équipes | Classement par équipes       | Classement par équipes | Classement par équipes |
| Équipe                 | Équipe                       | Pays                   | Temps                  |
| ---------------------- | ---------------------------- | ---------------------- | ---------------------- |
| 1re                    | Deutsche Telekom             | Allemagne              | 260 h 08 min 13 s      |
| 2e                     | Mercatone Uno                | Italie                 | + 12 min 19 s          |
| 3e                     | Festina-Lotus                | France                 | + 34 min 05 s          |
| 4e                     | Banesto                      | Espagne                | + 42 min 43 s          |
| 5e                     | Kelme-Costa Blanca-Eurosport | Espagne                | + 1 h 52 min 43 s      |

| Classement par équipes | Classement par équipes       | Classement par équipes | Classement par équipes |
| Équipe                 | Équipe                       | Pays                   | Temps                  |
| ---------------------- | ---------------------------- | ---------------------- | ---------------------- |
| 1re                    | Deutsche Telekom             | Allemagne              | 260 h 08 min 13 s      |
| 2e                     | Mercatone Uno                | Italie                 | + 12 min 19 s          |
| 3e                     | Festina-Lotus                | France                 | + 34 min 05 s          |
| 4e                     | Banesto                      | Espagne                | + 42 min 43 s          |
| 5e                     | Kelme-Costa Blanca-Eurosport | Espagne                | + 1 h 52 min 43 s      |